# Rewolucyjna Partia Komunistyczna (USA)
Rewolucyjna Partia Komunistyczna (ang. Revolutionary Communist Party, RCP lub Revcom) – amerykańska komunistyczna partia polityczna.    

## Opis
Partia deklaruje, że dąży do rewolucji w Stanach Zjednoczonych, której celem byłoby obalenie kapitalizmu i zastąpienie go republiką socjalistyczną, a jej ostatecznym celem jest doprowadzenie do zaprowadzenia światowych rządów komunistycznych.   
Od 2000 główną linią ideologiczną partii jest tzw. nowa synteza komunizmu, stworzona przez Boba Avakiana - założyciela i przewodniczącego ugrupowania. Deklarowaną podstawę tej ideologii ma stanowić tzw. postęp naukowy marksizmu–leninizmu–maoizmu. RCP  opracowała Konstytucję dla Nowej Republiki Socjalistycznej, którą chce po rewolucji zastąpić aktualną amerykańską Konstytucję. 
RCP jest znany z działania w różnych grupach koalicyjnych, takich jak World Can't Wait, Stop Patriarchy, 22 października Coalition to Stop Police Brutality, Stop Mass Incarceration Network czy Refuse Faascism. Była też członkiem założycielem Rewolucyjnego Ruchu Internacjonalistycznego. 
RCP organizuje amerykańskich zwolenników w tak zwane Kluby Rewolucji (wcześniej znane jako Rewolucyjna Komunistyczna Brygada Młodzieży) z oddziałami w Berkeley, Chicago, Los Angeles i Nowym Jorku. Na arenie międzynarodowej grupy zwolenników RCP istnieją w Iranie, Meksyku, Kolumbii, Brazylii, Francji czy Turcji.